# 盧森堡足球總會
參數所指定的目標頁面不存在，建議更正成存在頁面或直接建立下列一個頁面（建立前請先搜尋是否有合適的存在頁面可以取代）：
- FLF

盧森堡足球總會（法語：Fédération Luxembourgeoise de Football，簡稱FLF）是盧森堡的足球主管團體，總部設於盧森堡市南面的蒙代康日，負責組織盧森堡各級別足球聯賽（最高級別是盧森堡國家足球聯賽）及盧森堡國家足球隊。

## 外部連結
- （法文） Luxembourg Football Federation official website
- Luxembourg （页面存档备份，存于） at FIFA site
- Luxembourg （页面存档备份，存于） at UEFA site